# Maria da Glória d'Orléans-Bragance
Titre
Consort du prétendant au trône de Yougoslavie
1er juillet 1972 – 19 février 1985
(12 ans, 10 mois et 18 jours)
Maria da Glória d’Orléans-Bragance, née Maria da Glória de Orleans e Bragança e Borbón-Dos Sicilias le 13 décembre 1946, à Petrópolis (Brésil), est une princesse du Brésil membre de la maison d'Orléans-Bragance, ancienne princesse de Yougoslavie et actuelle duchesse de Segorbe. Pour les monarchistes serbes, elle est considérée comme ancienne reine de Yougoslavie.

## Biographie
Maria da Glória d’Orléans-Bragance est née à Petrópolis le 13 décembre 1946, deuxième des six enfants de Pedro Gastão d'Orléans-Bragance (1913-2007), prince d’Orléans-Bragance, et de son épouse Esperanza de Borbón (1914-2005), princesse des Deux-Siciles,.
La princesse passe ses premières années au Brésil, où son père et sa mère se sont installés peu après leur mariage.
Le 1er juillet 1972, la princesse épouse, à Villamanrique de la Condesa, Aleksandar Karađorđević (1945), prince héritier de Yougoslavie puis de Serbie. Maria da Gloria part alors avec son époux vivre aux États-Unis, où naissent ses trois premiers enfants.
Mais les relations du couple se détériorent et, le 19 février 1985, les deux époux divorcent. La même année, Maria da Glória se remarie à Ignacio de Medina y Fernández de Córdoba (né en 1947), duc de Ségorbe (en 1969) et comte de Rivadavia (en 2003).
Après son divorce, la princesse renoue avec les origines espagnoles de sa mère et s’établit en Andalousie, avec son second époux, le duc de Segorbe et comte de Rivadavia.
Maria da Glória d’Orléans-Bragance était en treizième position sur la liste des prétendants au trône du Brésil dans la branche de Petropolis.

## Généalogie
Maria da Glória est la deuxième des six enfants de Pedro Gastão d'Orléans-Bragance et de son épouse Esperanza de Borbón-Dos Sicilias.
Par son père, Maria da Glória est la cousine germaine d'Henri d’Orléans (1933-2019), comte de Paris et prétendant orléaniste au trône de France, ainsi que de Duarte de Bragance (né en 1945), duc de Bragance et prétendant au trône de Portugal.
Par sa mère, elle est également la cousine germaine du roi Juan Carlos Ier d’Espagne (1938).
Le 1er juillet 1972, la princesse épouse, à Villamanrique de la Condesa, Aleksandar Karađorđević (né en 1945), prince héritier de Yougoslavie puis de Serbie.
Ils ont eu trois enfants, qui portent le prédicat d'altesse royale :
1. le prince Petar Karađorđević (né le 5 février 1980), prince héréditaire[3] à sa naissance en 1980, il renonce à ses droits en 2022 ;
2. le prince héréditaire Filip Karađorđević (né le 15 janvier 1982), qui épouse le 7 octobre 2017, à Belgrade, Danica Marinković (née le 17 août 1986) ; ils sont les parents de deux enfants :
  1. le prince Stefan Karađorđević (né le 25 février 2018) ;
  2. la princesse Marija Karađorđević (née le 5 novembre 2023)[4] ;
3. le prince Aleksandar Karađorđević (né le 15 janvier 1982), frère jumeau du précédent.

En février 1985, les deux époux divorcent.
La même année, Maria da Glória d'Orléans-Bragance se remarie le 24 octobre à Ignacio de Medina y Fernández de Córdoba (né en 1947), duc de Ségorbe et comte de Rivadavia.
Le couple a deux enfants :
1. doña Sol María Blanca de Medina y Orleans-Braganza (née le 8 août 1986), comtesse d'Empúries, grande d'Espagne, qui épouse le 4 juin 2023, à Séville, Pedro Domínguez-Manjón y Toro (des barons de Gracia Real) ;
2. doña Ana Luna de Medina y Orleans-Braganza (née le 4 mai 1988), comtesse de Ricla, qui épouse à Pazo de Oca, A Estrada, le 4 mai 2024 Giovanni Michele Rapazzini de Buzzaccarini (né en 1993) et sont les parents d'un fils[5] :
  1. Galateo Rapazzini de Buzzaccarini (né le 4 mai 2023).

### Particularité généalogique
Par les femmes, Maria da Gloria descend en ligne directe de la reine Marie Leszczynska, princesse de Pologne et épouse du roi Louis XV de France.
Mais, ce qui est étonnant, c’est qu’entre cette reine et Maria da Gloria, la totalité des princesses qui constituent l’arbre généalogique de Maria da Gloria ont épousé des princes issus de la Maison capétienne de Bourbon.
Voici retracée cette surprenante ascendance :
- Marie Leszczynska, épouse du roi Louis XV de France →
- Élisabeth de France, épouse du duc Philippe Ier de Parme →
- Marie-Louise de Bourbon-Parme, épouse du roi Charles IV d’Espagne →
- Marie-Isabelle d’Espagne, épouse du roi François Ier des Deux-Siciles →
- Marie-Christine de Bourbon-Siciles, épouse du roi Ferdinand VII d’Espagne →
- Louise-Fernande d’Espagne, épouse du prince Antoine d'Orléans, duc de Montpensier →
- Marie-Isabelle d’Orléans, épouse de Philippe d’Orléans, comte de Paris et prétendant orléaniste au trône de France comme « Philippe VII » →
- Louise d’Orléans, épouse de Charles de Bourbon-Siciles, infant d’Espagne et prétendant au trône des Deux-Siciles →
- Esperanza de Borbón-Dos Sicilias, épouse de Pedro Gastão d'Orléans-Bragance, prince d’Orléans-Bragance et prétendant au trône du Brésil →
- Maria da Gloria d’Orléans-Bragance.